# オットー・ニルション
オットー・ニルション（Sven Otto Nilsson、1879年2月26日 - 1960年11月10日）は、スウェーデンの陸上競技選手である。彼は、1908年に開催されたロンドンオリンピックの陸上競技男子やり投で銅メダルを獲得した。

## 経歴
ニルションには、1908年のロンドンオリンピックとその次の1912年ストックホルムオリンピックで2回連続のオリンピック出場経験がある。
ロンドンオリンピックでは、円盤投、やり投、やり投（自由形） の3種目に出場した。円盤投とやり投（自由形）の順位と記録は不明だが、やり投では銅メダルを獲得した。
続くストックホルムオリンピックでは、円盤投、やり投、やり投（両手投） に出場したが、いずれもメダル獲得を逃している。

## オリンピックでの成績
| 年   | 大会                       | 場所                           | 種目             | 結果     | 記録                              |
| ---- | -------------------------- | ------------------------------ | ---------------- | -------- | --------------------------------- |
| 1908 | ロンドンオリンピック       | ロンドン（イギリス）           | やり投           | 3位      | 47.11m                            |
| 1908 | ロンドンオリンピック       | ロンドン（イギリス）           | 円盤投           | 順位不明 | 記録不明                          |
| 1908 | ロンドンオリンピック       | ロンドン（イギリス）           | やり投（自由形） | 順位不明 | 記録不明                          |
| 1912 | ストックホルムオリンピック | ストックホルム（スウェーデン） | 円盤投           | 40位     | 31.07m                            |
| 1912 | ストックホルムオリンピック | ストックホルム（スウェーデン） | やり投           | 10位     | 49.18m                            |
| 1912 | ストックホルムオリンピック | ストックホルム（スウェーデン） | やり投（両手投） | 8位      | 88.90m（右：50.21m、左：38.69m ） |